# Șunt (electric)
Un șunt este o rezistență electrică de obicei de valoare mică, care se montează în paralel pe aparatul de măsurat și prin care trece o parte din curentul de măsurat.